# عبید زاکانی
خواجه نظام‌الدین عبیدالله زاکانی معروف به عبید زاکانی شاعر، نویسنده و لطیفه‌پرداز ایرانی سده هشتم هجری است که طبق قراین موجود در اواخر سده هفتم یا اوایل سده هشتم ه‍.ق در یکی از توابع قزوین چشم به جهان گشود.
عبید شاعری خوش ذوق و آگاهی است که بخاطر نکته یابی و انتقادهای ظریف اجتماعی او معروف است.
شاعری که ناملایمات اوضاع آشفته روزگار خود را برنمی‌تافت و تزویر و ریاکاری حاکمان را در آثارش به تصویر می‌کشد. او یکی از بهترین طنزپردازان در ادبیات فارسی به شمار می‌رود و در کنار ایرج میرزا از برجسته‌ترین طنزپردازان ایرانی است.

## علت شهرت به عبید زاکانی
علت مشهور بودن او به زاکانی نسبت داشتن او به خاندان زاکان است که این خاندان تیره‌ای از «عرب بنی خفاجه» بودند که بعد از مهاجرت به ایران به نزدیکی زاکان قروه درگزین، شهرستان درگزین از توابع همدان رفتند و در آن ناحیه مستقر شدند؛ سلمان ساوجی نیز او را «روستازاده» قزوین شمرده است.
وی در شیراز به دانش اندوزی پرداخت و در این شهر در نزد بهترین استادان پرورش یافت، اما پس از پایان تحصیلاتش به شهر خود قزوین بازگشت و تا پایان عمر در این شهر ماند. در خاندان او دو شعبه از دیگران مشهورتر بودند؛ شعبهٔ یکم که به گفتهٔ حمدالله مستوفی (معاصر و همشهری عبید) اهل دانش‌های معقول و منقول بودند و شعبهٔ دوم که این مورخ آن‌ها را ارباب الصدور (یعنی وزیران و دیوانیان) می‌نامد. حمدالله مستوفی، از عبید به عنوان نظام‌الدین عبیدالله زاکانی یاد می‌کند و او را از شعبهٔ دوم می‌داند. با این همه آگاهی دقیقی از مقام صدارت یا وزارت برای عبید در دست نیست و همین قدر می‌دانیم که در دستگاه پادشاهان فردی محترم بوده.

## عبید زاکانی در نگاه تاریخ
بنا به گفتهٔ تاریخ نویسان عبید در طول زندگی خود لقب‌هایی را از امراء و حکام زمان خود گرفته است و اشعار خوب و رسائل بی‌نظیری دارد.
عباس اقبال در پیش‌گفتار دیوان عبید می‌نویسد: از شرح حال و وقایع زندگانی عبید زاکانی اطلاع مفصل در دست نیست. اطّلاعات ما در این باب منحصر است به معلوماتی که حمدالله مستوفی معاصر و همشهری قزوینی عبید و پس از او دولتشاه سمرقندی در تذکره خود، تألیف شده در قرن هشتم و سال ۸۹۲ ه‍.ق در ضمن شرحی مخلوط به افسانه در باب او به دست داده و مؤلف ریاض العلماء در باب بعضی از تألیفات او ذکر کرده است. معلومات دیگری نیز از اشعار و مؤلفات عبید به‌دست می‌آید. از مختصری که مؤلف تاریخ گزیده راجع به عبید نوشته است، مطالب زیر استنباط می‌شود:
1. اینکه او از جمله صدور وزرا بوده، ولی در هیچ منبعی به آن اشاره نشده است.
2. نام شخص شاعر نظام الدین بوده است، در صورتی که در ابتدای غالب نسخ کلیات و در مقدمه‌هایی که بر آن نوشته‌اند وی را نجم الدین عبید زاکانی یاد کرده‌اند.
3. نام شخصی شاعر عبیدالله و عبید تخلص شعری او است. خود او نیز در

تخلص یکی از غزلهای خود می‌گوید:
| گر کنی با دیگران جور و جفا |  | با عبیدالله زاکانی مکن |

۴- عبید در هنگام نوشتن تاریخ گزیده که نزدیک به چهل سال پیش از مرگ اوست به اشعار خوب و رسائل بی‌نظیر خود شهرت داشته است.
در تذکره دولتشاه سمرقندی چند حکایت راجع به عبید و مشاعرات او با جهان خاتون شاعره و سلمان ساوجی و ذکر تألیفی از او به‌ نام شاه شیخ ابواسحاق در علم معانی و بیان و غیره هست.

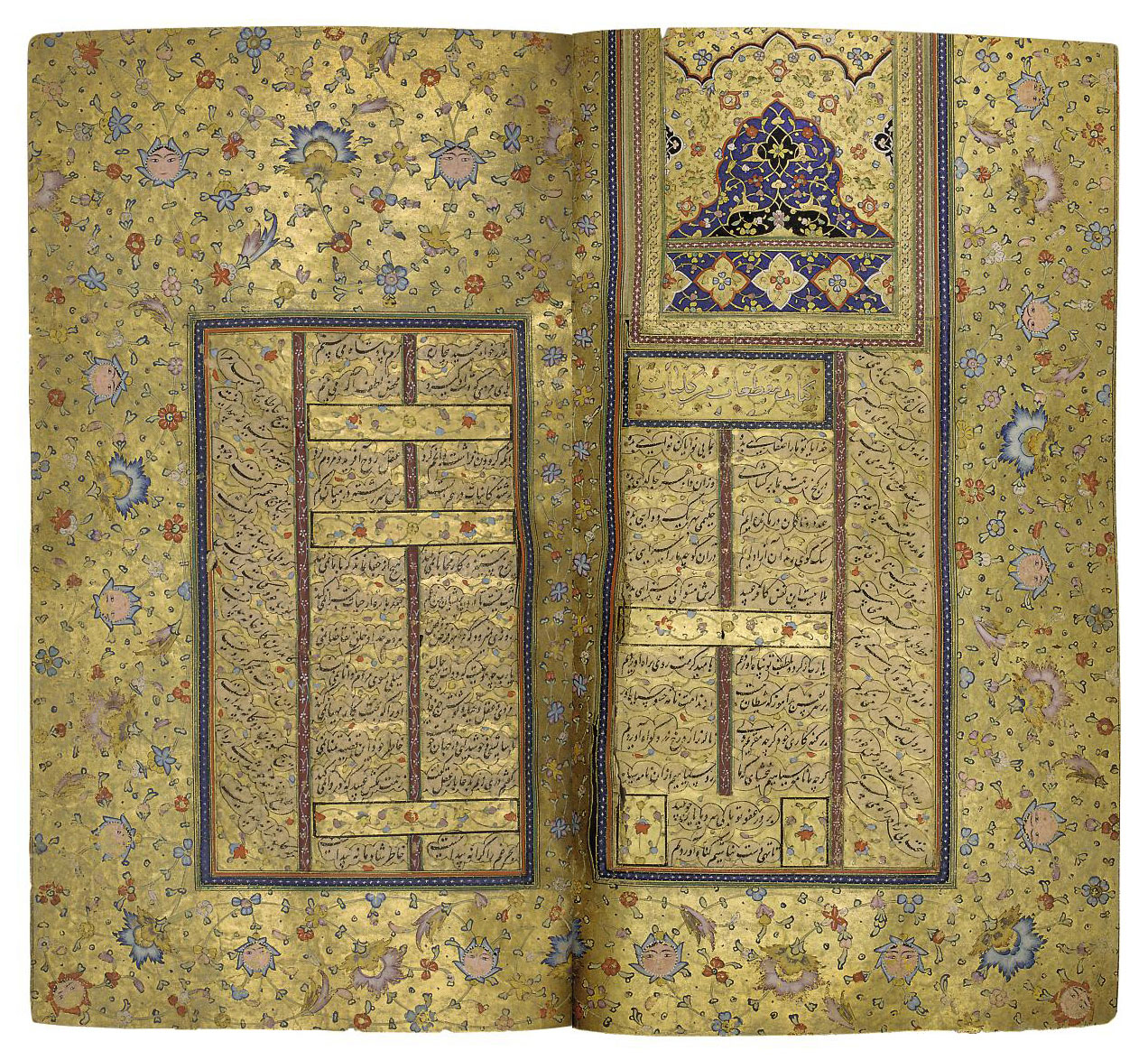
نامه دراویش و رساله ریش از عبید زاکانی، تحریر شده در دوره صفوی

عبید در نگارش های خود از چندین تن از پادشاهان و معاصران خود مانند علاءالدین محمد، شاه شیخ ابوالحسن اینجو، رکن الدین عبدالملک وزیر سلطان اویس جلایری و شاه شجاع مظفری را یاد کرده است. وی از نوابغ بزرگان است. می‌توان او را تا یک اندازه شبیه به نویسنده بزرگ فرانسوی ولتر دانست.
- وفات عبید زاکانی را تقی الدین کاشی در تذکره خود سال ۷۷۲ دانسته و صادق اصفهانی در کتاب شاهد صادق آن را ذیل وقایع سال ۷۷۱ آورده است. امر مسلم این که عبید تا اواخر سال ۷۶۸ ه‍.ق هنوز زنده بوده است… و به نحو قطع و یقین وفات او بین سنوات ۷۶۸ و ۷۶۹ یا ۷۷۲ رخ داده است. در مجموع تاریخ مرگ عبید را تذکره‌نویسان بین سال‌های ۷۶۸ تا ۷۷۲ قمری دانسته‌اند. قدر مسلّم این است که او به‌طور حتم در سال ۷۷۲ در قید حیات نبوده و در اصفهان یا بغداد در گذشته است. محل دفن او نیز ناشناخته است و به روایتی قبر او در ماهان کرمان قرار دارد.[۱]
- از تألیفاتی که از او باقی است معلوم است که بیشتر منظور او انتقاد اوضاع زمان به زبان هزل و طیبت بوده است. مجموع اشعار جدی که از او باقی‌ است و در کلیات به طبع رسیده است از ۳۰۰۰ بیت تجاوز نمی‌کنند.

## طنز عبید زاکانی
گویند مردی با دوستش گفت: «مرا چشم درد می‌کند، تدبر چیست؟»
دوستش پاسخ داد: «مرا پارسال دندان درد می‌کرد، برکندم.»

—عبید زاکانی
صرف نظر از این‌که عبید شاعر بوده است، همگان نام او را با طنز و هزل عجین و اغلب عامه او را به لطایفش می‌شناسند. برخی عبید زاکانی را پدر طنز فارسی لقب داده‌اند.
در این میان منظومه موش و گربه شهرت بسیار داشته و ریش نامه و صد پند از همه لطیف ترند. مانند بسیاری از طنزپردازان متقدم مانند سعدی شیرازی، طنز و هزل به یکسان در لطایف او راه یافته است.
دیوان لطایف او شامل بخش‌های زیر است:
- رسالهٔ اخلاق الاشراف
- ریش نامه
- صد پند
- ترجیع بند ج..
- تضمینات و قطعات
- رباعیات
- رسالهٔ دلگشا
- تعریفات ملا دو پیاز
- منظومه موش و گربه
- منظومه سنگتراش
- رسالهٔ تعریفات ملا دو پیازه